# Гідрогеологія Румунії

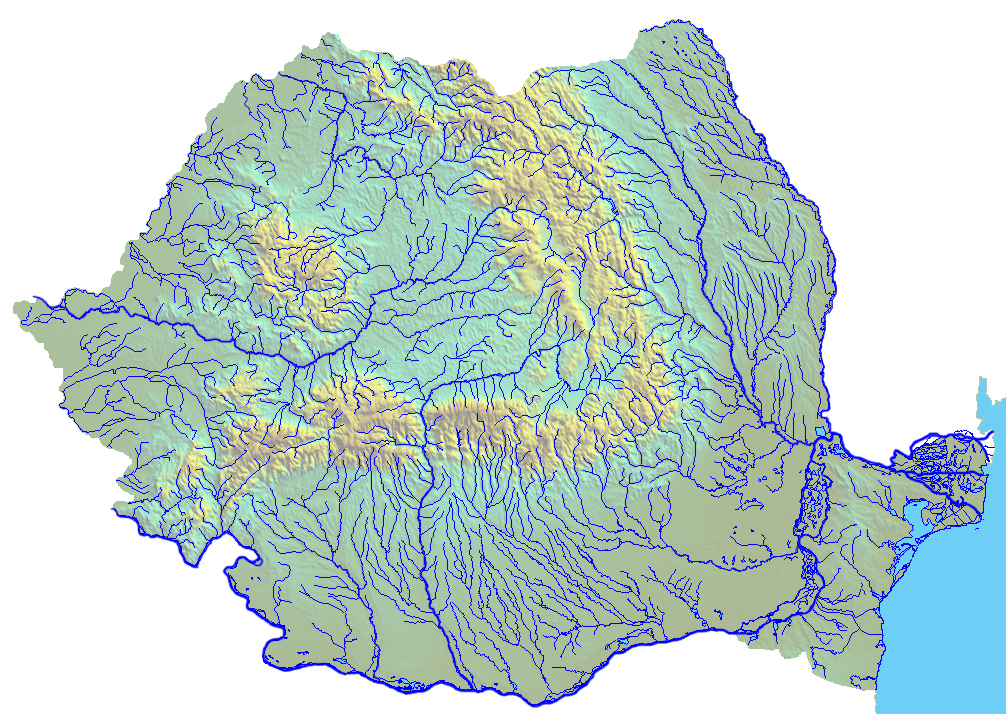
Орогідрографія Румунії

Основні водоносні комплекси на території Румунії пов'язані з пліоцен-четвертинними уламковими відкладами артезіанських басейнів і тріщинуватими або карстовими карбонатними товщами гідрогеологічних складчастих областей.
До артезіанських басейнів належить Нижньодунайська рівнина (Румунської), де водоносні комплекси пов'язані з верхньопліоценовими і плейстоценовими річковими і озерними осадами потужністю декілька сотень м, що складаються з пластів гальки і пачок пісків та глин. У внутрішніх зонах басейнів підземні води розташовані на глибині 50–200 м і утворюють 1–2 потужних водоносних пласта дебітом 10–15 л/с.
Велика водоносна формація у центрі і на півдні Румунської рівнини представлена фретештськими товщами (нижній плейстоцен). У районі Бухареста вона утворює три водоносних горизонти (на глибині 100–250 м) із питомим дебітом від 6–8 до 18–20 л/с. Паннонський артезіанський басейн із пліоцен-плейстоценовими водоносними формаціями розташований на заході Румунії. Плейстоценові річкові озерні осади потужністю до 300–400 м — багатошарова водоносна товща, в якій проникні горизонти чергуються із товщами глин. Гідростатичні рівні 2–4 м, рідше спостерігається самовилив, питомі дебіти свердловин 1–5, в окремих зонах до 20 л/с. Загальна мінералізація води 0,4–0,7 г/л.
У мезозойських карбонатних формаціях складчастих (гори Апусені, Південні Карпати) або платформних областей (Південна Добруджа) розвинені тріщинні карстові води. У горах Апусені дебіти джерел підземних вод із тріасових вапняків і доломіту досягають 100 л/с, у Південних Карпатах з верхньоюрських і нижньокрейдових вапняків —1000–3000 л/с. У Південній Добруджі водоносні вапняки і доломіти (верхня юра — неоком). У ряді структур (Молдавське плато, Трансільванська западина, Карпатський ороген) розвинені ґрунтові води, що служать основним джерелом водопостачання. На території Румунії є численні джерела мінеральнох вод. У межах західної рівнинної частини країни виявлені термальні води (75–85 °C).